# Hanga Roa
Hanga Roa ist die einzige Ortschaft der im südöstlichen Pazifik gelegenen, zu Chile gehörenden Osterinsel. Der Ort hat 7750 Einwohner (lt. Volkszählung 2017) und liegt an der südlichen Westküste der Insel.
Die Stadt beherbergt alle wichtigen Infrastruktur-Einrichtungen der Insel. Das anthropologische Museum Museo Antropológico Sebastián Englert, benannt nach dem deutschen Missionar und Sprachforscher Sebastian Englert, zeigt Artefakte aus der Inselgeschichte und informiert über die Rapa-Nui-Kultur. Der Ort liegt am einzigen Hafen der Insel sowie an der Cook's Bay, an der der britische Entdecker James Cook im Jahre 1774 landete. In dieser Bucht hielten sich Schiffe des deutschen Ostasiengeschwaders vom 12. bis zum 18. Oktober 1914 auf. Das Geschwader wurde etwa eineinhalb Monate später im Seegefecht bei den Falklandinseln vernichtet.
Unmittelbar südlich von Hanga Roa befindet sich mit dem Flughafen Mataveri (IATA-Flughafencode: IPC) der internationale Flughafen der Insel. In Hanga Roa befindet sich auch das einzige katholische Kirchengebäude der Insel, die Iglesia Santa Cruz, wo sich das Grab des Missionars Eugène Eyraud befindet.
Bis in die Mitte des 19. Jahrhunderts gab es fünf Siedlungen auf der Insel, Anakena, Tongariki, Vaihu, Vinapu und Mataveri, wovon vier abgegangen sind, während Mataveri mit Hanga Roa zusammengewachsen ist. 1914 lebten in Hanga Roa rund 250 Menschen.

## Galerie

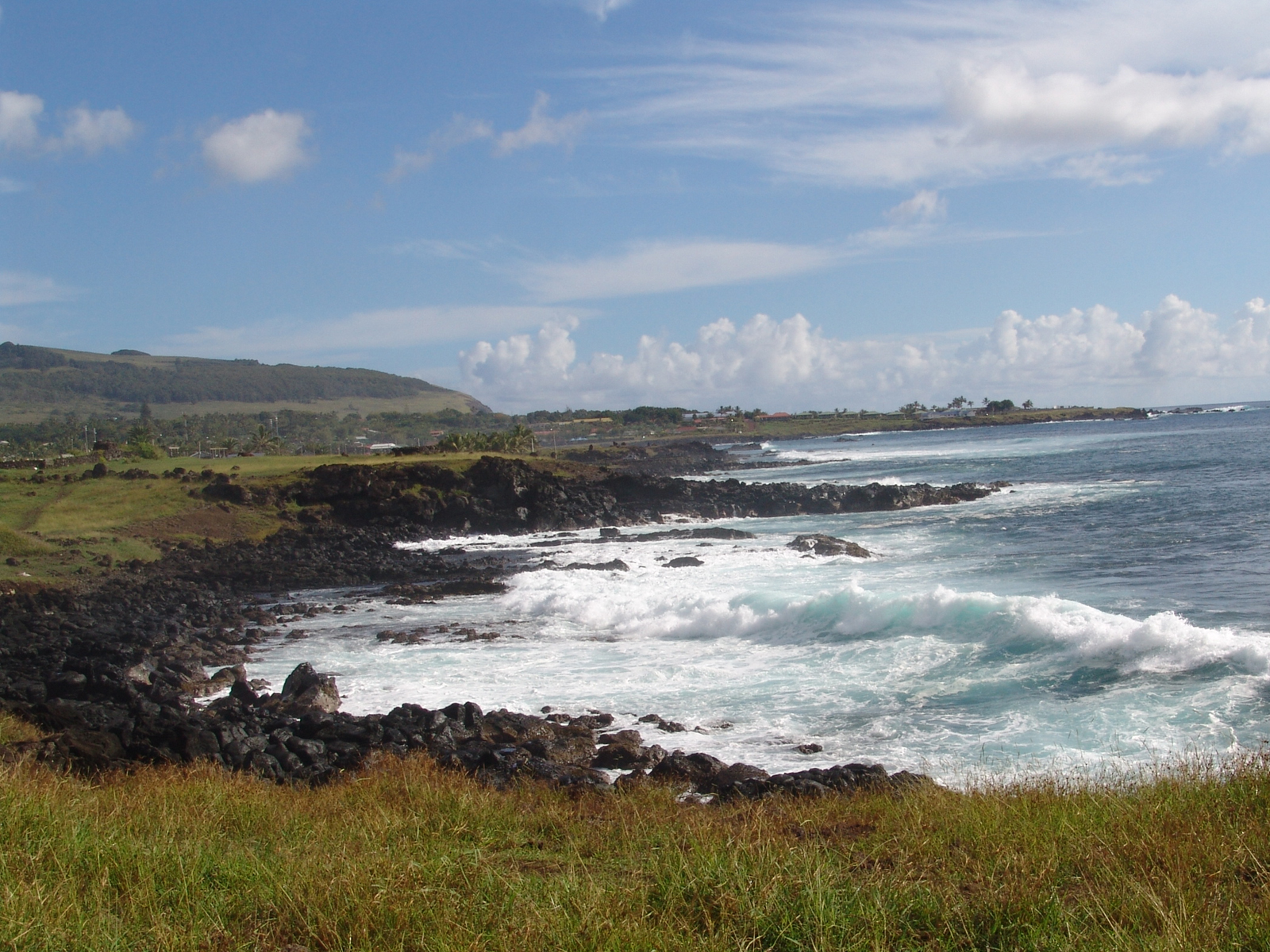
Hanga Roa – Osterinsel
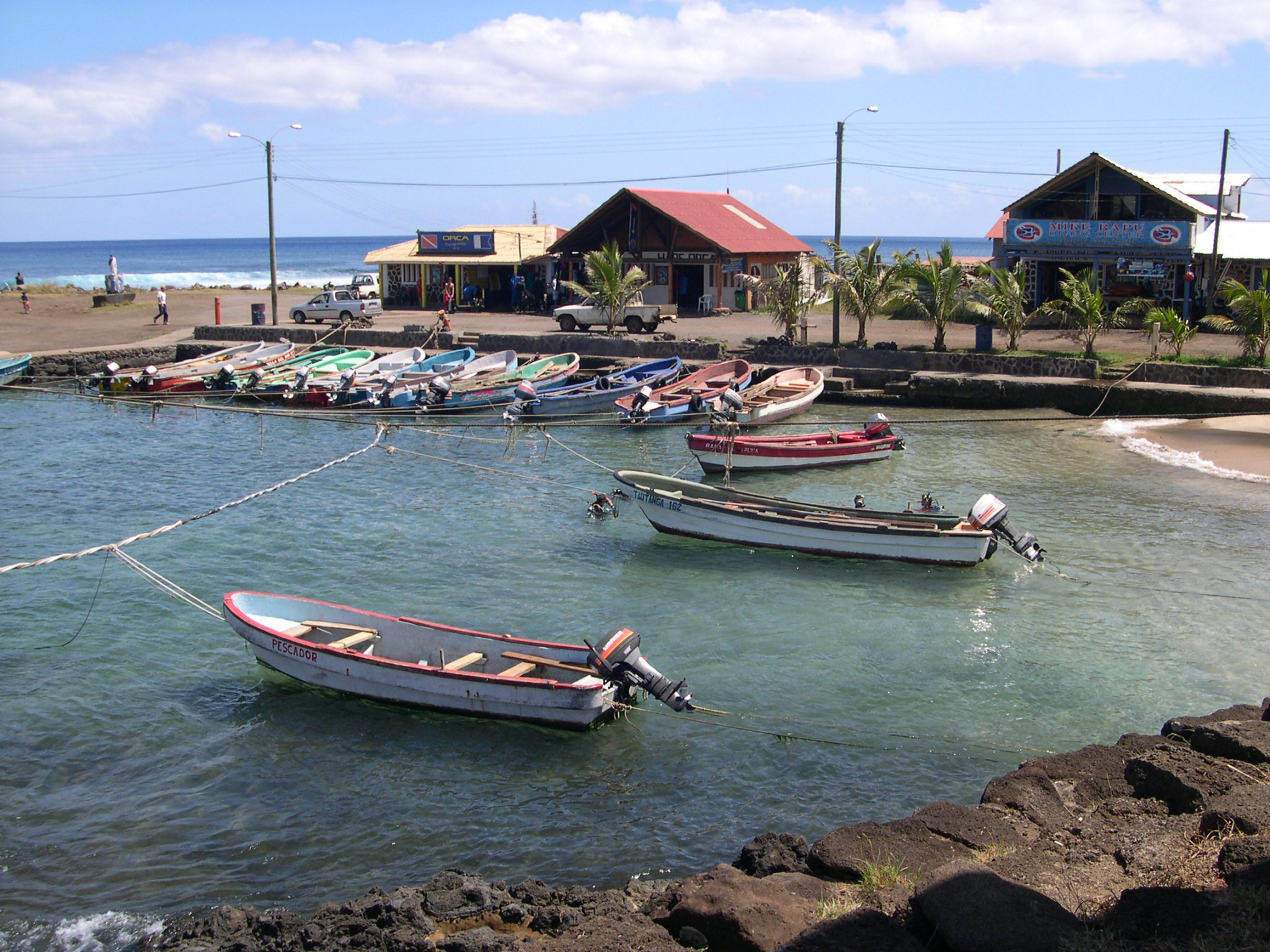
Hafen in Hanga Roa
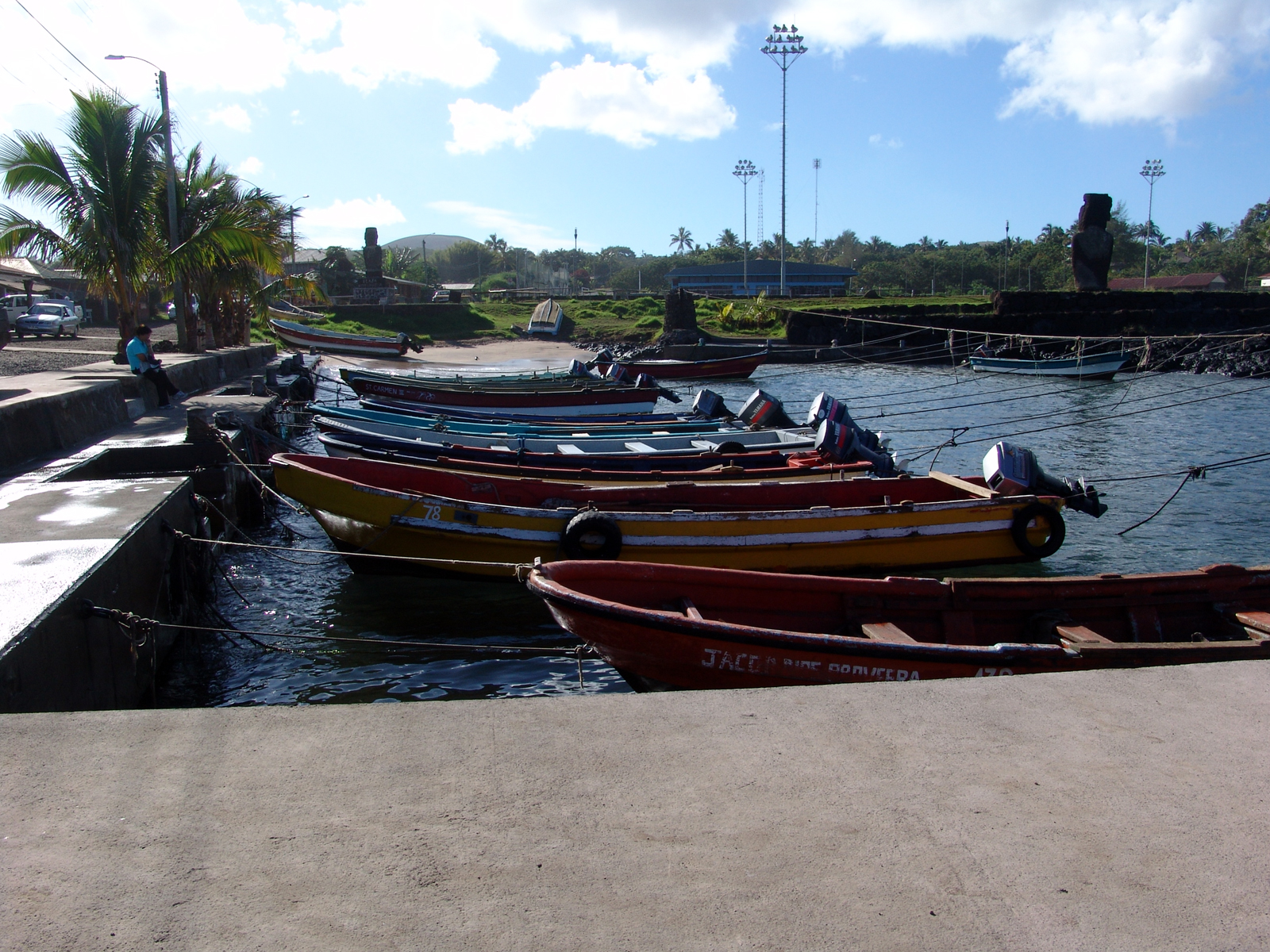
Am Hafen
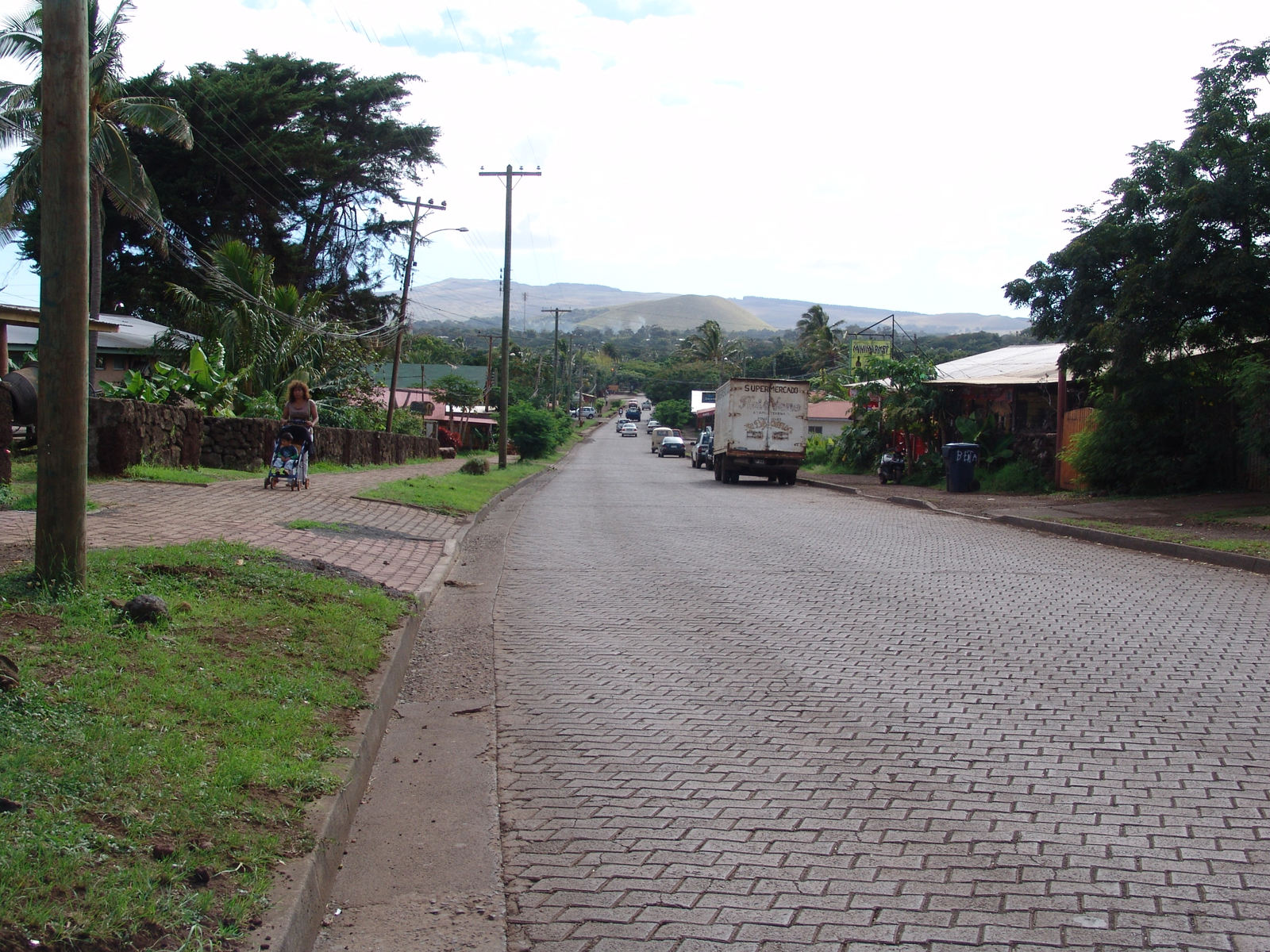
Hauptstraße
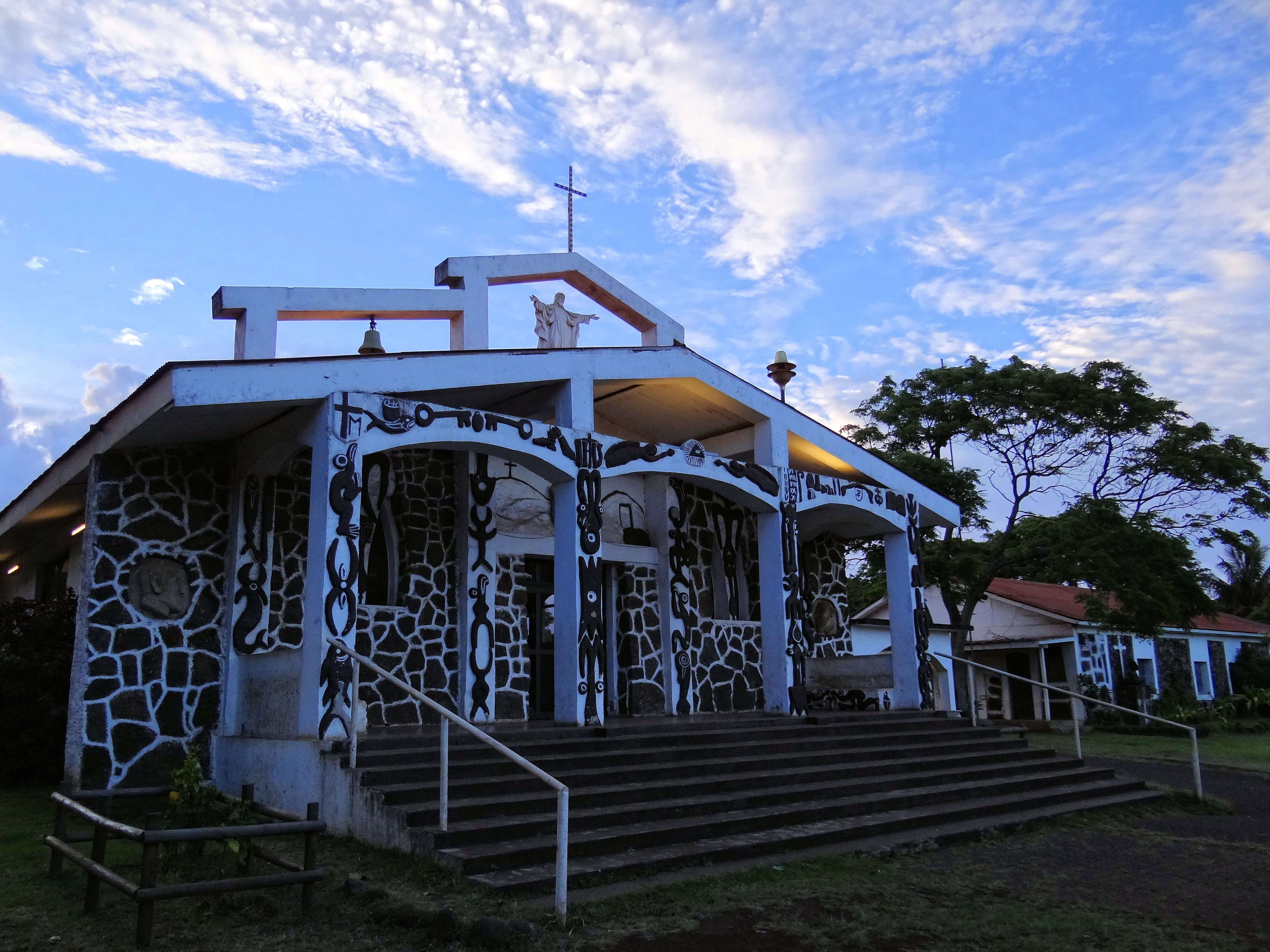
Römisch-katholische Kirche